# Języki Daly
     Języki Daly są oznaczone kolorem jasnozielonym

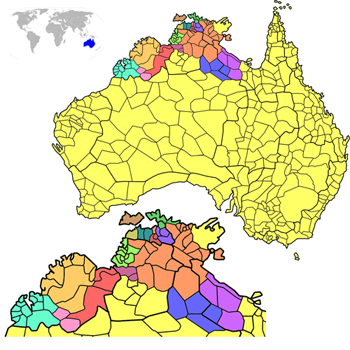
Australijskie rodziny językowe.
Języki Daly są oznaczone kolorem jasnozielonym

Języki Daly – australijska rodzina językowa używana w okolicach rzeki Daly River w Terytorium Północnym.

## Klasyfikacja
Sporną kwestią pozostaje podział w obrębie tej rodziny języków. Według Ethnologue:
- Języki bringen-wagaydy
  - Języki bringeńskie
    - język maridan
    - język maridjabin
    - język marimanindji
    - język maringarr
    - język marithiel
    - język mariyedi
    - język marti ke

  - Języki wagaydy
    - język ami
    - język giyug
    - język manda
    - język maranunggu
    - język wadjiginy
- Języki malagmalag
  - Języki Daly właściwe
    - język kamu
    - język madngele

  - Języki malagmalag właściwe
    - język mullukmulluk
    - język tyaraity
- Języki marriammu
  - język marriammu
- Języki murrinh-patha
  - język murrinh-patha
  - język nangikurrunggurr